# Krei
krei株式会社（クレイ）は、東京都世田谷区に本社を置く芸能事務所。krei inc.と表記することもある。
俳優の芸能活動全般に関するマネージメントや脚本家・演出家の育成及びマネージメント、演劇の企画、製作、製作協力、若手俳優の育成などを手掛けている。
2025年3月31日、代表の年齢を考慮しマネージメント業務を終了。
ただし、残りの業務があるため、しばらく存続した後に廃業する予定。
所属者は、それぞれ引き続き仕事を続けていく。

## 主な所属者
2025年7月時点の公式サイトより。

### krei 男性
- 山本亨
- 有馬自由 （扉座）
- 藤田秀世 （ナイロン100℃）
- 有川マコト
- 政岡泰志
- 小林けんいち
- 森戸宏明
- 町田水城 （劇団はえぎわ）
- 若狭勝也（KAKUTA）
- 本井博之
- 夏目慎也 （東京デスロック）
- 辰巳智秋 （劇団ブラジル）
- 中川智明
- 安東信助
- 森崎健康

### krei 女性
- 柿丸美智恵
- 永井若葉 （ハイバイ）
- 深澤千有紀
- 岡崎さつき
- 五十嵐遥佳

### 脚本家、演出家
- 高羽彩 （タカハ劇団）

### 映画監督
- 張加貝

## 過去の所属者
- 青木豪 （グリング）
- 阿部ゆきのぶ （ゲンパビ）
- 異儀田夏葉（KAKUTA）
- 池亀三太 （ぬいぐるみハンター）
- 瓜生和成 （東京タンバリン）
- 大河原恵
- 川島潤哉
- 神戸アキコ
- 楠人
- 小谷美裕
- 近藤フク （ペンギンプルペイルパイルズ）
- 高山のえみ
- 千賀由紀子 （劇団AUN）
- 辻修 （動物電気）
- 中村貴子 （チタキヨ）
- 西原誠吾 （パラドックス定数）
- 橋口克哉
- 平田暁子 （年年有魚）
- 松村泰一郎 （Studio Life）
- 松本哲也 （小松台東）
- 森崎健吾 （ぬいぐるみハンター）
- 山川ありそ （少年社中）
- 吉本菜穂子